# Junichirō Koizumi
  Junichirō Koizumi  (japonès: 小泉純一郎)  (Yokosuka, 8 de gener de 1942) és un polític japonès, destacat com a primer ministre del Japó del 2001 fins al 2006. Es va retirar de la política l'any 2009. És el sisè primer ministre més llarg de la història del Japó.

## Biografia
Fill i net de figures polítiques del seu país. Es va llicenciar en economia el 1967 per la Universitat de Keiō, i posteriorment va estudiar a la Universitat College de Londres durant una breu temporada per aprendre anglès. Va tornar de forma precipitada al Japó el desembre de 1969 a causa de la mort del seu pare. La tradició el va obligar a presentar-se com a candidat per al lloc de diputat que el seu pare havia deixat vacant, però no va aconseguir-ho fins al 1972. A les eleccions primàries del seu partit el 2001 fou elegit candidat a presidir el govern. Està divorciat i té tres fills, un dels quals, Kotaru Koizumi, es va fer actor. És líder del Partit Liberal Democràtic del Japó (PLD).
Koizumi és un personatge carismàtic que es distingeix per les seves corbates i és un aficionat al rock i al beisbol, i un amant apassionat de Richard Wagner i X Japan.
Koizumi fou proclamat primer ministre del Japó el 26 d'abril de 2001, succeint a Yoshiro Mori i guanyant un altre cop a les eleccions celebrades l'11 de setembre de 2005 per majoria absoluta, després d'enfrontar-se amb el Parlament per les reformes econòmiques de la cort neoliberal. El 26 de setembre de 2006 va dimitir, i això va fer que Shinzo Abe ocupés el seu lloc.